# 松前高廣
松前高廣（日语：〔〕／ Matsumae Takahiro，1643年—1665年8月15日），日本江戶時代初期的旗本（交代寄合家格），松前藩第4代藩主。
松前高廣是第3代藩主松前氏廣的長子。1648年，父親去世，他繼承家督之位。當時年僅六歲，藩政掌握在高祖父松前慶廣的侄兒蠣崎友廣、蠣崎利廣等人手中。
高廣在任期間，住在北海道東部的阿伊努人族群梅納孫庫爾與住在東部的族群蘇門庫爾的衝突激化，松前藩曾於1655年（明曆元年）介入講和。1665年（寬文5年），高廣去世，其長子矩廣繼位。